# Matthias Rudolf Vollmar
Matthias Rudolf Vollmar (* 10. Januar 1893 in Bonn; † 17. Januar 1969 in Köln) war ein deutscher Jurist, Beamter, Rechtsanwalt und Beigeordneter.

## Herkunft und Werdegang
Als zweitjüngster Sohn des katholischen Schneiders, Damenmäntelarbeiters und späteren Besitzers einer Wäscherei, Mathias Rudolf Vollmar und dessen Ehefrau Anna Maria Thelen wurde Matthias Rudolf Vollmar in Bonn geboren, wo das väterliche Unternehmen noch in den 1920er Jahren als Hofwäscherei firmierte. Von seinen neun Geschwistern (drei Schwestern und sechs Brüder) sind neben dem Lehrer Peter Joseph Vollmar (1880–1951), dem Buchhändler Wilhelm Vollmar (1884–1962) und dem Zahnarzt Dr. Anton Josef Vollmar (1896–?) insbesondere die Ordensgeistlichen Heinrich Ludwig Vollmar (1882–1958; Benediktiner, Pater Gabriel) und Paul Vollmar (1886–1970) zu nennen.
Nach dem Besuch des Gymnasiums studierte Vollmar Rechts- und Staatswissenschaften. Am 28. Februar 1920 promovierte er mit der Ausarbeitung Begriff und Fälle der Unwirksamkeit des Rechtsgeschäfts im Gegensatz zur Nichtigkeit im B.-G.-B. an der Julius-Maximilians-Universität in Würzburg zum Dr. jur. et. rer. pol., sein Referent war Julius Binder.:221 Zum Zeitpunkt der Drucklegung seiner Dissertation gehörte Vollmar als Gerichtsreferendar dem Preußischen Justizdienst an.

## Beigeordneter in Solingen
1926 setzten, ausgehend von der finanzschwachen Stadt Höhscheid, neue Initiativen zu einer kommunalen Neugliederung ein mit dem Ziel der Zusammenlegung der bisher ebenfalls zum Landkreis Solingen gehörenden Städte Wald, Gräfrath und Ohligs und der Stadt Solingen zu einer neuen Großstadt Solingen. Solingen wurde seit 1896 von dem Oberbürgermeister August Dicke geführt, der bereits seit einem Vierteljahrhundert die Bildung eines Groß-Solingen anstrebte. Nun ging er die Verwirklichung seines Traums energisch an, um sie noch vor Ablauf seiner regulären Amtszeit zum 30. September 1927 abzuschließen.:48
Die Verwaltungsaufgaben, die mit der Vereinigung in Zusammenhang standen, übertrug Dicke dem neuen juristischen Beigeordneten der Stadt Solingen, Matthias Rudolf Vollmar. Der zu diesem Zeitpunkt 33-jährige Vollmar startete, von Dicke offensichtlich nicht stärker an Weisungen gebunden, einen Werbefeldzug, der „einer großen Handels- und Industriefirma angestanden hätte“:401. Neben den üblichen Kommunikationswegen wurde mit großzügigen finanziellen Mitteln für die Vereinigung geworben, mit Gutachten, Plakaten, Fotos und sogar einem Werbefilm. Möglicherweise sah Vollmar eine günstige Gelegenheit zur Profilierung, machte er sich doch berechtigte Hoffnung auf eine Kandidatur als Nachfolger des scheidenden Oberbürgermeisters Dicke.:48 Bis zum 24. November 1927 beliefen sich die Aufwendungen Vollmars auf 168.997,12 Mark.:402
Um die Zusammenlegung ohne zeitgleiche Neubesetzung des Oberbürgermeisteramtes realisieren zu können, erhielt Dicke eine sechsmonatige kommissarische Verlängerung bis zum 1. April 1928 in seinem Amt, so dass der Neugliederung nichts mehr im Wege stand. Doch dann veröffentlichte am 27. Oktober 1927 die der KPD nahestehende Bergische Arbeiterstimme einen Artikel mit der Schlagzeile „Korruptionsskandal in Solingen“, der die finanziellen Transaktionen zum Thema hatte, gepaart mit Vorwürfen an die Solinger Stadtverwaltung. Der öffentlich gewordene Skandal wurde in zahlreichen überregionalen Zeitungen nachgedruckt.:50f:402 Der eingesetzte städtische Untersuchungsausschuss konnte aber ebenso wenig wie der Regierungspräsident in Düsseldorf, der ein Disziplinarverfahren gegen Vollmar ablehnte, Korruption im Amt bestätigen. Vielmehr wurde allgemein der sorglose Umgang mit öffentlichen Geldern beanstandet, ein Verschulden auch auf Seiten des Ältestenrats gesehen, der zwar nicht über alle Schritte Vollmars informiert war, aber auch nicht intervenierte und Vollmars Eifer anerkannt. Missbilligung fand seitens der Regierung aber auch eine finanzielle Zuweisung von Vollmar an die ihm parteimässig nahestehende Bergische Post in Opladen. Ob das zentrumsnahe Blatt hierfür einen Druckauftrag ausführen oder dessen Meinung beeinflusst werden sollte, wurde nicht bekannt.:51:402f Doch beging Vollmar einen weiteren Fehler, als er das Protokoll des Untersuchungsausschusses plump fälschte. Als dies an die Öffentlichkeit gelangte, deckte Dicke Vollmar, was nach Bekanntwerden zu seinem sofortigen Rücktrittsgesuch führte. Während Dickes Gesuch nicht entsprochen wurde, lehnte die Solinger Stadtverordnetenversammlung eine weitere Zusammenarbeit mit Vollmar jedoch ab. Dieser hatte sich bereits vor Bekanntwerden des Skandals erfolgreich in Frankfurt am Main beworben; seine Gehalts- und Aufwandsforderungen boten den Kommunisten im Frankfurter Stadtrat dann aber die Angriffsfläche seine Wahl anzufechten. So blieb der Stadt Solingen nur die Möglichkeit, ihren Beigeordneten Vollmar 36-jährig in den einstweiligen Ruhestand zu versetzen. Nach der Machtübernahme versuchten die Nationalsozialisten von Vollmar auf dem Regressweg Gelder zurückzuerhalten und behielten auch seine Pension ein.:403
Zunächst noch in Solingen wohnhaft kehrte Vollmar um 1930/1931 in seine Heimatstadt Bonn zurück, wo er sich als Rechtsanwalt niederließ. Offiziell zog er am 31. Juli 1931 nach Soldan (Tirol), von wo er aber bereits am 1. März 1932 zurückkehrte. Seit dem 1. November 1935 wohnte er nach der Hausliste der Stadt Bonn im Haus Meckenheimer Str. 49.

## Depromotion und Ausbürgerung
Nach dem Solinger Chronisten Rosenthal:403 setzte sich Vollmar zwar erfolgreich rechtlich gegen die Maßnahmen der Nationalsozialisten zur Wehr, doch erreichten sie letztlich doch ihr Ziel auf dem Umweg über eine Strafausbürgerung.:575 u. 577 Am 7. Oktober 1941 veröffentlichte der Deutsche Reichsanzeiger die Liste 257, nach der Vollmar wie zahlreichen weiteren Deutschen, vornehmlich Juden, die deutsche Staatsangehörigkeit aberkannt wurde. Zu diesem Zeitpunkt hielt Vollmar sich allerdings bereits dauerhaft in der Schweiz auf. Vorausgegangen war seine auf Druck der Nationalsozialisten erfolgte Depromotion. Die Universität Würzburg erkannte ihm mit Beschluss vom 15. Oktober 1940 den akademischen Grad eines Dr. jur. et rer. pol. ab.:220f Erst im Jahr 2011 stellte sie „ausdrücklich fest, dass diese Unrechtsakte politischer Verfolgung von Anfang an nichtig waren“.:11 u. 13 Möglicherweise hatte Vollmar von seiner Depromotion nie Kenntnis erlangt. Nach seiner Sterbeurkunde wohnte er zuletzt als Dr. jur. et rer. pol., Rechtsanwalt und Beigeordneter a. D. in Engelberg (Schweiz), Alte Gasse 10. 1951 hatte er in Bonn, wo er wohl wiederholt bei seinen Geschwistern im elterlichen Haus einkehrte, Minna Frieda Erna Weitemeyer geheiratet, die aber bereits vor ihm starb.

## Benediktinerabtei Engelberg
In Engelberg wohnte Vollmar in unmittelbarer Nachbarschaft zu der dortigen Abtei der Benediktiner, dem Mutterorden seines älteren Bruders Ludwig. Dieser schenkte er in den 1950er-Jahren eine hölzerne spätgotische Marienfigur aus dem süddeutschen Raum nebst Deckenleuchter. Vollmars Vorschlag, die Statue in der Nische des Muttergottes-Altars zu platzieren wurde abgelehnt, doch einigte man sich auf eine Aufstellung in der Kirchenvorhalle. Seit etwa 1966 befindet sie sich auf einer Steinkonsole über der Johannespforte. Der Deckenleuchter wurde zu gleicher Zeit ins Gewölbe gehängt.

## Schriften
- Begriff und Fälle der Unwirksamkeit des Rechtsgeschäfts im Gegensatz zur Nichtigkeit im B.-G.-B. (=Dissertation, Rechts- und staatswissenschaftliche Fakultät der Bayerischen Julius-Maximilians-Universität Würzburg), Th. Wurm, Bonn 1920.
- Städtefinanzen und Schulwesen. Der Einfluss der Finanzlage auf das gemeindliche Schulwesen. Vortrag gehalten auf der Tagung der Schulvereinigung deutscher Städte in Breslau am 14. Juni 1927. Kommunal-Schriften-Verlag, Köln 1927, 35 Seiten.
- Die Vereinigung der fünf Städte im Solinger Industrie-Bezirk. Hrsg. u. Bearb. im Auftrag der Stadtverwaltung Solingen. Selbstverlag der Stadt Solingen, Solingen 1927.